# Jerachmeeliter
Die Jerachmeeliter waren eine Ethnie im südlichen Negev in biblischer Zeit (vgl. 1 Sam 27,10  und 1 Sam 30,29 ). Bei den Jerachmeelitern handelt es sich um einen Unterstamm der Judäer, der sich auf den Ahnherrn Jerachmeel zurückführt.